# Tarik Ibn Ziad (Aïn Defla)
Pour les articles homonymes, voir Ibn Ziad (homonymie).
Tarik Ibn Ziad, anciennement Marbot pendant la colonisation française, est une commune de la wilaya de Aïn Defla en Algérie. Les habitants de cette ville revendiquent une filiation avec le conquérant berbère Tariq Ibn Zyad, né dans cette localité selon les sources arabes classiques. La ville est appelée "Keruc (كروش)", un mot en berbere qui veut dire "Le chêne".

## Géographie
La commune de Tarik Ibn Ziad est située dans les monts de l'Ouarsenis ; elle s'étend sur 406,50 kilomètres carrés.
La localité chef-lieu est à environ 630 mètres d'altitude et à 20 kilomètres au nord de Theniet El Had.

## Histoire
Ce territoire, ainsi que celui du reste de la wilaya d'Aïn Defla, sont réputés pour avoir résisté avec force à la colonisation française[réf. nécessaire].
Les premières constructions coloniales datent de 1881[réf. souhaitée].
Le 16 juillet 2015 au soir, à la fin du jeûne de Ramadan, puis le lendemain jour de l'Aïd el-Fitr, un groupe armé d'AQMI a perpétré une double attaque contre l'armée algérienne, dans le Djebel Louh près du Râs Tifrane, sur le territoire de la commune de Tarik Ibn Ziad. Cet attentat a fait au moins onze victimes du côté de l'armée,.

## Administration
La localité et son territoire ont accédé au rang de commune le 1er juillet 1957[réf. souhaitée].
Le maire de la commune de Tarik Ibn Ziad est Rabah ZOULAI [réf. nécessaire]